# Алимова, Ольга Николаевна
О́льга Никола́евна Али́мова (род. 10 апреля 1953, Саратов) — советский и российский политик. Депутат Государственной думы Федерального собрания Российской Федерации VI ― VIII созывов, член комитета Госдумы по транспорту и строительству, член фракции КПРФ. 1-й секретарь Саратовского областного комитета Коммунистической партии Российской Федерации.
Из-за вторжения России на Украину, находится под международными санкциями Евросоюза, США, Великобритании и ряда других стран.

## Биография
Родилась 10 апреля 1953 года в Саратове в многодетной семье, где была старшим ребёнком. Окончила физико-математическую школу № 13 города Саратова.

### Трудовая деятельность
В 1975 году окончила Саратовский политехнический институт по специальности «теплогазоснабжение и вентиляция» с присвоением квалификации «инженер-строитель». Работала сначала инженером в Саратовском государственном союзном проектном институте, затем мастером на Саратовском авиационном заводе.
С 1977 года — инженер-теплотехник, инженер-конструктор на Саратовском заводе тяжёлых зуборезных станков. С 1981 года по 1990 год работала сначала заведующей кабинетом политического просвещения завода им. В. И. Ленина, затем секретарём парткома завода.
В 1990 году была избрана заместителем председателя Заводского районного Совета народных депутатов Саратова.
В 1991 году окончила Поволжский социально-политический институт по специальности «теория социально-политических отношений» с присвоением квалификации «политолог, преподаватель социально-политических дисциплин в высших и средних учебных заведениях».
Была одним из организаторов восстановления Коммунистической партии в Саратове.
С 1993 по 1994 год — инженер СП «Риковтормаш», главный специалист Саратовского областного центра занятости населения, инспектор аппарата управления Заводского филиала акционерно-коммерческого банка «Экономбанк».
С 1994 по 1998 год — заместитель начальника отдела по работе с местными органами самоуправления Саратовской областной думы.
С марта 1998 по ноябрь 2002 года работала помощником депутата Государственной думы ФС РФ.
В 1998 году окончила Саратовскую государственную академию права по специальности «Юриспруденция» с присвоением квалификации «юрист».
С 1998 года — секретарь Саратовского областного комитета Коммунистической партии РФ.
В 2000—2004 годах была кандидатом в члены ЦК КПРФ.
В 2002 году избрана координатором Всероссийского женского союза «Надежда России» в Приволжском федеральном округе. В ноябре 2002 года избрана депутатом областной думы третьего созыва, член комитета по вопросам индустриальной, строительной и коммунальной политики.
С 2004 года — член ЦК КПРФ.
2 декабря 2007 года избрана депутатом Саратовской областной думы 4-го созыва, член комитетов по социальной политике, бюджетно-финансовой политике и по вопросам государственного строительства и местного самоуправления.
В марте 2011 года избрана первым секретарём Саратовского областного комитета КПРФ.
4 декабря 2011 года избрана депутатом Государственной думы Федерального собрания Российской Федерации VI созыва. Член комитета ГД по вопросам семьи, женщин и детей.
На выборах в Государственную думу 18 сентября 2016 года баллотировалась по списку КПРФ и одномандатному округу, одновременно также возглавила список КПРФ на выборах в Саратовскую городскую думу. В Госдуму не прошла, от мандата депутата городской думы отказалась. C января 2017 года работала помощником депутата Государственной думы Валерия Рашкина.
На выборах 10 сентября 2017 года в Саратовскую областную думу возглавила список КПРФ, избрана депутатом.
19 сентября на первом заседании областной думы нового созыва избрана заместителем председателя Саратовской областной думы, также вошла в три комитета думы (по государственному строительству и местному самоуправлению, по аграрным вопросам, земельным отношениям, экологии и природопользованию, по культуре, общественным отношениям и информационной политике), и стала руководителем фракции КПРФ. Работала в областной думе на постоянной профессиональной основе.
9 сентября 2018 года на дополнительных выборах в Госдуму избрана депутатом по 163-му Саратовскому одномандатному округу. 19 сентября 2021 года избрана депутатом Государственной думы Федерального собрания Российской Федерации VIII созыва по списку КПРФ.
11 сентября 2022 года участвовала в выборах губернатора Саратовской области от КПРФ, где заняла второе место с результатом 14,19%.

### Семья
Сын Максим, внуки Александр и Матвей.

## Законотворческая деятельность
С 2011 по 2019 год, в течение исполнения полномочий депутата Государственной Думы VI и VII созывов, выступила соавтором 98 законодательных инициатив и поправок к проектам федеральных законов.
В октябре 2019 года после убийства в Саратове девятилетней школьницы выступила за отказ от моратория на смертную казнь.
Выступала с критикой законопроекта о домашнем насилии, который разработала депутат Госдумы Оксана Пушкина.

## Санкции
25 февраля 2022 года, на фоне вторжения России на Украину, включена в санкционный список Евросоюза. 11 марта 2022 года внесена в санкционный список Великобритании.
30 сентября 2022 года внесена в санкционные списки США. 24 февраля 2023 года внесена в санкционный список Канады как «причастная к продолжающемуся нарушению Россией суверенитета и территориальной целостности Украины».
Также находится в санкционных списках Швейцарии, Австралии, Японии, Украины и Новой Зеландии.

## Награды
- Благодарность Правительства Российской Федерации (20 июля 2019 года) — за большой вклад в развитие российского парламентаризма и активную законотворческую деятельность[14]